# Albertina Agnese d'Orange
Albertina Agnese d'Orange (L'Aia, 9 aprile 1634 – Oranjewoud, 26 maggio 1696) fu la quinta delle figlie femmine dello statolder Federico Enrico, principe d'Orange, e di Amalia di Solms-Braunfels.

## Famiglia d'origine
Albertina Agnese nacqua all'Aia ed era la sesta dei nove figli nati ai suoi genitori, benché alcuni di essi morirono durante l'infanzia. Albertina e altri quattro sopravvissero fino all'età adulta: essi erano Guglielmo II, principe d'Orange, Luisa Enrichetta, Enrichetta Caterina e Maria.
I nonni paterni di Albertina erano Guglielmo il Taciturno e la sua quarta moglie Louise de Coligny; il nonno Guglielmo venne ucciso per ordine di Filippo II di Spagna, il quale lo sospettava di aver tradito lui e la religione cattolica.
I nonni materni erano invece Giovanni Alberto I di Solms-Braunfels e Agnese di Sayn-Wittgenstein.

## Biografia
Nel 1652 essa sposò il secondo cugino, Guglielmo Federico di Nassau-Dietz; Albertina Agnese ed il marito ebbero tre figli:
- Amalia (1655-1695), sposò Giovanni Guglielmo di Sassonia-Eisenach;
- Enrico Casimiro II, conte di Nassau-Dietz (1657-1696), sposò Enrichetta Amalia di Anhalt-Dessau;
- Guglielmina Sofia Edvige (1664–1667).

Alla morte del marito, nel 1664, essa divenne reggente per il figlio nelle province di Frisia, Groninga e Drenthe, in un periodo molto difficile in cui sia l'Inghilterra che Christoph Bernhard von Galen, vescovo di Münster, dichiararono guerra ai Paesi Bassi. Dal momento che la maggior parte del denaro per la difesa era stato speso per la flotta navale, l'esercito era stato trascurato; quando Groninga si trovò sotto assedio, Albertina Agnese si affrettò a recarsi in città per dare il suo supporto morale. Gli eserciti nemici si ritirarono, ma sei anni dopo i Paesi Bassi furono attaccati da Sud dai francesi guidati da re Luigi XIV e da Nord dal Vescovo di Munster e da Massimiliano Enrico di Baviera, arcivescovo di Colonia; anche in questa occasione Albertina Agnese organizzò la difese e aiutò a mantenere alto il morale del suo popolo.
Nel 1672 fece edificare il Castello di Oranienstein.

## Antenati
|                                       |                            |                                 | Genitori                          |  |  | Nonni |  |  | Bisnonni                         |  |  | Trisnonni                        |  |
|                                       |                            |                                 |                                   |  |  |       |  |  | Guglielmo I di Nassau-Dillenburg |  |  | Giovanni IV di Nassau-Dillenburg |  |
|                                       |                            |                                 |                                   |  |  |       |  |  | Guglielmo I di Nassau-Dillenburg |  |  | Giovanni IV di Nassau-Dillenburg |  |
|                                       |                            | Elisabetta d'Assia-Marburg      |                                   |  |  |       |  |  | Guglielmo I di Nassau-Dillenburg |  |  |                                  |  |
| Guglielmo I d'Orange                  |                            |                                 |                                   |  |  |       |  |  | Guglielmo I di Nassau-Dillenburg |  |  |                                  |  |
|                                       |                            | Giuliana di Stolberg            | Botho VIII di Solberg-Wernigerode |  |  |       |  |  |                                  |  |  |                                  |  |
|                                       |                            | Giuliana di Stolberg            | Botho VIII di Solberg-Wernigerode |  |  |       |  |  |                                  |  |  |                                  |  |
|                                       |                            | Giuliana di Stolberg            | Anna di Eppstein-Königstein       |  |  |       |  |  |                                  |  |  |                                  |  |
| Federico Enrico d'Orange              |                            | Giuliana di Stolberg            |                                   |  |  |       |  |  |                                  |  |  |                                  |  |
|                                       |                            | Gaspard de Châtillon            | Gaspard I de Coligny              |  |  |       |  |  |                                  |  |  |                                  |  |
|                                       |                            | Gaspard de Châtillon            | Gaspard I de Coligny              |  |  |       |  |  |                                  |  |  |                                  |  |
|                                       |                            | Gaspard de Châtillon            | Luisa di Montmorency              |  |  |       |  |  |                                  |  |  |                                  |  |
| Louise de Coligny                     |                            | Gaspard de Châtillon            |                                   |  |  |       |  |  |                                  |  |  |                                  |  |
|                                       |                            | Charlotte de Laval              | Guido XVI de Laval                |  |  |       |  |  |                                  |  |  |                                  |  |
|                                       |                            | Charlotte de Laval              | Guido XVI de Laval                |  |  |       |  |  |                                  |  |  |                                  |  |
|                                       |                            | Charlotte de Laval              | Antoinette d'Aillon               |  |  |       |  |  |                                  |  |  |                                  |  |
| Albertina Agnese d'Orange             |                            | Charlotte de Laval              |                                   |  |  |       |  |  |                                  |  |  |                                  |  |
|                                       | Corrado di Solms-Braunfels | Filippo di Solms-Braunfels      |                                   |  |  |       |  |  |                                  |  |  |                                  |  |
|                                       | Corrado di Solms-Braunfels | Filippo di Solms-Braunfels      |                                   |  |  |       |  |  |                                  |  |  |                                  |  |
|                                       | Corrado di Solms-Braunfels | Anna di Tecklenburg             |                                   |  |  |       |  |  |                                  |  |  |                                  |  |
| Giovanni Alberto I di Solms-Braunfels | Corrado di Solms-Braunfels |                                 |                                   |  |  |       |  |  |                                  |  |  |                                  |  |
|                                       |                            | Elisabetta di Nassau-Dillenburg | Guglielmo I di Nassau-Dillenburg  |  |  |       |  |  |                                  |  |  |                                  |  |
|                                       |                            | Elisabetta di Nassau-Dillenburg | Guglielmo I di Nassau-Dillenburg  |  |  |       |  |  |                                  |  |  |                                  |  |
|                                       |                            | Elisabetta di Nassau-Dillenburg | Giuliana di Stolberg              |  |  |       |  |  |                                  |  |  |                                  |  |
| Amalia di Solms-Braunfels             |                            | Elisabetta di Nassau-Dillenburg |                                   |  |  |       |  |  |                                  |  |  |                                  |  |
|                                       |                            | Ludovico I di Sayn-Wittgenstein | Guglielmo I di Sayn-Wittgenstein  |  |  |       |  |  |                                  |  |  |                                  |  |
|                                       |                            | Ludovico I di Sayn-Wittgenstein | Guglielmo I di Sayn-Wittgenstein  |  |  |       |  |  |                                  |  |  |                                  |  |
|                                       |                            | Ludovico I di Sayn-Wittgenstein | Giovannetta di Isenburg-Neumagen  |  |  |       |  |  |                                  |  |  |                                  |  |
| Agnese di Sayn-Wittgenstein           |                            | Ludovico I di Sayn-Wittgenstein |                                   |  |  |       |  |  |                                  |  |  |                                  |  |
|                                       |                            | Elisabetta di Solms-Laubach     | …                                 |  |  |       |  |  |                                  |  |  |                                  |  |
|                                       |                            | Elisabetta di Solms-Laubach     | …                                 |  |  |       |  |  |                                  |  |  |                                  |  |
|                                       |                            | Elisabetta di Solms-Laubach     | …                                 |  |  |       |  |  |                                  |  |  |                                  |  |
|                                       |                            | Elisabetta di Solms-Laubach     |                                   |  |  |       |  |  |                                  |  |  |                                  |  |

È attraverso di lei che la regina Beatrice dei Paesi Bassi discende da Guglielmo I d'Orange, detto il Taciturno.